# Panamerický turnaj v ledním hokeji 2014
Panamerický turnaj v ledním hokeji 2014 byl první ročník turnaje v ledním hokeji, který je určen pro týmy z amerického kontinentu. Kanadu reprezentoval výběr hráčů bez angažmá v NHL, USA se neúčastnily a ostatní země poslaly nejsilnější výběry. Turnaj se hrál v jedné skupině od 2. do 9. března 2014 v hale Icedome v Ciudad de Mexico v Mexiku. Turnaje se zúčastnilo pět mužstev, která spolu hrála nejprve v jedné skupině každé s každým a poté se střetla v utkáních o 1. a 3. místo. Vítězství si připsali hráči Kanady před hráči Mexika a hráči Kolumbie.

## Výsledky

### Základní skupina
|    |           | Kanada | Mexiko | Kolumbie | Argentina | Brazílie | V | VP | PP | P | VG | OG | B  |
| F  | Kanada    | ***    | 6:3    | 9:3      | 18:0      | 16:0     | 4 | 0  | 0  | 0 | 49 | 6  | 12 |
| F  | Mexiko    | 3:6    | ***    | 11:2     | 18:0      | 16:0     | 3 | 0  | 0  | 1 | 48 | 8  | 9  |
| o3 | Kolumbie  | 3:9    | 2:11   | ***      | 11:1      | 14:0     | 2 | 0  | 0  | 2 | 30 | 21 | 6  |
| o3 | Argentina | 0:18   | 0:18   | 1:11     | ***       | 5:3      | 1 | 0  | 0  | 3 | 6  | 50 | 3  |
| 5. | Brazílie  | 0:16   | 0:16   | 0:14     | 3:5       | ***      | 0 | 0  | 0  | 4 | 3  | 51 | 0  |

### O umístění
|    | Finále     | Kanada   | Mexiko    |
| 1. | Kanada     | ***      | 7:0       |
| 2. | Mexiko     | 0:7      | ***       |
|    | o 3. místo | Kolumbie | Argentina |
| 3. | Kolumbie   | ***      | 9:1       |
| 4. | Argentina  | 1:9      | ***       |